# Personaggi di Grand Theft Auto: Vice City
Nel videogioco Grand Theft Auto: Vice City, ambientato nel 1986 a Vice City, sono apparsi un certo numero di personaggi in parte importanti che sono qui riportati con una breve descrizione.

## Personaggi principali

### Tommy Vercetti (1951)
- Alleati: Ken Rosenberg, Col. Juan Garcia Cortez, Mercedes Cortez, Lance Vance (all'inizio), Avery Carrington, Kent Paul, Love Fist, Big Mitch Baker, Umberto Robina, Cam Jones, Phil Cassidy, Hilary King, Candy Suxx, Steve Scott.

- Nemici: Sonny Forelli, Leo Teal, Gonzales, Ricardo Diaz, Haitiani, Alex Shrub, Lance Vance (alla fine)

Thomas Vercetti è il protagonista del videogioco in Grand Theft Auto: Vice City. Prima degli eventi narrati nel gioco, ha lavorato per la famiglia mafiosa dei Forelli a Liberty City; nel 1971 fu incaricato da Don Sonny Forelli di uccidere un uomo nel distretto di Harwood. Arrivato nel posto, fu ostacolato da undici sicari (in realtà mandati da Forelli stesso) che dovette fare fuori. Per questo episodio si guadagnò il soprannome di "Macellaio di Harwood". Fu quindi arrestato ed imprigionato e dovette scontare ben quindici anni di galera; liberato nel 1986, ricominciò subito a lavorare per i Forelli e fu da questi mandato a Vice City (in inglese "Città del Vizio", ispirata a Miami) per una partita di droga. Un gruppo di uomini mascherati irrompe nel luogo della trattativa rubando sia i soldi dei Forelli destinati all'acquisto della droga, sia la droga stessa ed uccidendo tutti i partecipanti all'affare, esclusi Tommy e Lance Vance, che dopo aver visto suo fratello Victor morire, scappa in elicottero. Sonny, infuriato costringe Tommy a recuperare i soldi persi e a scoprire per chi lavoravano gli assalitori, il che porta Tommy a farsi una rete di contatti e amicizie che lo faranno diventare ricco e potente a Vice City. Tommy è noto per il suo carattere aggressivo e carismatico e per essere uno che non si lascia mettere i piedi in testa da nessuno.
Il personaggio di Tommy Vercetti è ispirato a Tony Montana, protagonista (interpretato da Al Pacino) del film Scarface; numerose, tra l'altro, sono le allusioni alla pellicola (addirittura in un bagno è riprodotto perfettamente un luogo del film, dove Montana uccide alcune persone e dove viene brutalmente ucciso suo cugino). La voce del personaggio è di Ray Liotta. Nonostante Vercetti sia un italoamericano, né in Italia né negli USA vive una sola persona che abbia questo cognome.

### Sonny Forelli (1946-1986)
- Alleati: Mafia Forelli, Lance Vance (alla fine)

- Nemici: Tommy Vercetti, Ken Rosenberg,

Sonny Forelli è il boss della mafia italoamericana di Liberty City negli anni ottanta e il maggior antagonista in Grand Theft Auto: Vice City (mentre in GTA III la famiglia Leone ha usurpato il potere dei Forelli sostituendosi a essi). Il temperamento violento di Sonny Forelli ricorda quello di Santino "Sonny" Corleone, figlio di Don Vito Corleone (Il padrino), è un tipo estremamente egoista, manda Tommy a Vice City per concludere un affare, più precisamente uno scambio di droga e per aver una parte degli affari anche a sud nella terra dei party e dei divertimenti; ma quando tutto va all'aria perseguiterà Vercetti pe riavere indietro la sua roba fino in fondo. Viene ucciso da Vercetti nella missione finale del gioco. La voce del personaggio è dell'attore Tom Sizemore.

### Ken Rosenberg (1953)
- Alleati: Tommy Vercetti, Col. Juan Garcia Cortez, Avery Carryngton, Lance Vance (solo in parte all'inizio)
- Nemici: Sonny Forelli, Lance Vance

Ken Rosenberg ricopre il ruolo di avvocato difensore di Tommy Vercetti. Lo conosce all'aeroporto "Escobar International" di Vice City e lo appoggerà durante l'intero gioco.
Il modello 3D di Ken Rosenberg è stato costruito nei dettagli sulla base del personaggio di Dave Kleinfeld (Sean Penn), che nel film Carlito's Way rappresenta appunto l'avvocato di Carlito Brigante (Al Pacino). Sono addirittura presenti alcune somiglianze nel carattere e nelle abitudini del personaggio impersonato da Sean Penn (ad esempio, entrambi fanno largo uso di stupefacenti come la cocaina, ed entrambi sono per la maggior parte del tempo nevrotici proprio a causa della droga). Ken Rosenberg inoltre è presente anche tra le ultime missioni di San Andreas. La voce del personaggio è dell'attore William Fichtner. Compare anche in GTA: San Andreas.

### Lance Vance (1954-1986)
- Alleati: Vic Vance, Tommy Vercetti (inizio), Col. Juan Garcia Cortez, Mike, Sonny Forelli

- Nemici: Gonzales, Ricardo Diaz, Ken Rosenberg, Vercetti (alla fine)

Lance Vance è il secondo personaggio più importante del gioco.
Egli compare la prima volta mentre con il fratello Victor sta effettuando una transazione commerciale con Tommy Vercetti. Dopo la morte del fratello e l'affare andato in fumo si propone egli stesso come socio di Tommy, con l'obiettivo di conquistare Vice City: una volta diventati i padroni della città, o quasi, però, Lance comincia a soffrire di mancanza di attenzioni da parte di Tommy e finisce per tradirlo mettendosi in combutta con Sonny Forelli, e per questo viene ucciso ucciso da Vercetti nella missione finale del gioco, "Tieni stretti gli amici". Lance Vance è il personaggio più complesso del gioco per la sua strana formazione psicologica e i suoi sbalzi di umore. A questo si contrappone il fatto che ha un grande stile tipico del periodo, soprattutto nel vestirsi di bianco con la camicia viola, che gli dà un tocco di finezza in più. Egli è un personaggio chiave in tutta la serie di GTA, dato che è anche uno dei personaggi principali in GTA: Vice City Stories. In effetti Lance Vance è il personaggio di GTA che, pur non agendo mai da protagonista in nessun titolo, risulta quello più presente dell'universo 3D. La voce del personaggio è dell'attore Philip Michael Thomas, famoso per aver interpretato Ricardo "Rico" Tubbs nella serie TV Miami Vice.

### Col. Juan Garcia Cortez (1930)
- Alleati: Ken Rosenberg, Tommy Vercetti, Kent Paul, Avery Carringhton
- Nemici: Gonzales, Ricardo Diaz, governo francese

Il Colonnello Juan García Cortez è un ex-ufficiale dell'esercito di un non meglio identificato Paese dell'America centrale; il suo aiuto è fondamentale per Vercetti per trovare il responsabile dell'agguato iniziale con l'uccisione di Gonzales (che compare due anni prima in Vice City Stories), un suo ex uomo che lo ha tradito passando informazioni a Diaz, colui che ha fatto saltare lo scambio. Darà poi a Vercetti informazioni importanti proprio su Diaz in cambio di alcuni favori contro dei francesi che lo volevano morto. Alla fine, dopo essere sfuggito a una loro incursione al suo yacht grazie all'aiuto del protagonista, Cortez si allontanerà da Vice City ringraziando Tommy di tutto. La voce del personaggio è dell'attore Robert Davi.

### Kent Paul (1965)
Kent Paul è un inglese che lavora nel mondo della musica ma aspira a diventare un pezzo grosso del crimine di Vice City, nonostante sia spesso inconcludente e vanitoso: fornisce a Tommy informazioni preziose e in cambio Vercetti lo aiuta insieme alla band Heavy metal di cui è manager, i Love Fist. Lo si rivede insieme al suo compare Maccer e a Rosenberg in Grand Theft Auto: San Andreas. La voce del personaggio è dell'attore Danny Dyer.

### Ricardo Diaz (1942-1986)
- Alleati: Colombiani (boss), Gonzales, Tommy Vercetti, Lance Vance, Cubani

- Nemici: Col. Juan Garcia Cortéz, Lance, Vercetti

Ricardo Diaz, antagonista secondario del gioco è il signore indiscusso della droga di Vice City e viene soprannominato Mr.Coca. Si scoprirà, procedendo nel gioco, che è il mandatario dell'attentato all'inizio del gioco. Viene ucciso da Vercetti nella missione "Eliminazione", dopo la quale la sua villa diventa il quartier generale di Tommy. Diaz è presente due anni prima anche in GTA Vice City Stories. La voce del personaggio è dell'attore Luis Guzmán.

### Avery Carrington (1935-1998)
Avery Carrington è un ricco magnate texano che fa innalzare il prezzo delle proprie proprietà con uccisioni, intimidazioni e altri atti vandalici. Un suo tirapiedi è uno dei personaggi di Grand Theft Auto III, Donald Love che ha molto in comune con Carrington per i modi in cui tratta le proprietà immobiliari. Viene ucciso 12 anni dopo da Toni Cipriani in Grand Theft Auto: Liberty City Stories per conto di Donald Love. La voce del personaggio è dell'attore Burt Reynolds.

## Personaggi secondari

### Donald Love (1950)
- Alleati: Avery Carrington

Donald Love viene presentato a Tommy da Avery Carrington, da studente universitario, finanziato da quest'ultimo. È presente in tanti altri Grand Theft Auto: Grand Theft Auto: Liberty City Stories e in Grand Theft Auto III.

### Gonzales (1937-1986)
- Alleati: Ricardo Diaz, Colombiani

- Nemici: Col. Juan Garcia Cortez, Lance Vance, Tommy Vercetti

Trafficante di droga, grande alleato di Ricardo Diaz. È presente 2 anni prima in GTA Vice City Stories.

### Leo Teal (1950-1986)
- Alleati: Ricardo Diaz, Colombiani

- Nemici: Lance Vance, Tommy Vercetti

Leo Teal è un narcotrafficante cubano uscito dal controllo del suo boss (Umberto Robina) per mettersi in affari con Diaz, organizzando con quest'ultimo l'imboscata iniziale. Viene ucciso da Tommy che prende il suo cellulare e conosce proprio Umberto Robina aiutandolo nella guerra con gli Haitiani. Vercetti scopre che c'era Diaz dietro l'affare iniziale saltato, evento che permette a Vercetti di dare il via alla conquista della città.

### Mr Black (1949)
- Alleati: Tommy Vercetti, clienti

- Nemici: Gang, clienti nemici

Mr Black è il misterioso contatto telefonico che si fa vivo con Tommy dopo la morte di Leo Teal, telefonicamente. Affida delle missioni a Vercetti credendo che sia lo chef narcotrafficante, ripagandolo adeguatamente per suoi sforzi.

### Umberto Robina (1937)
Alleati: Cubani, Leo Teal, Tommy Vercetti, Colombiani
Nemici: Haitiani
Umberto Robina è il leader della banda dei cubani, che è in continua guerra con la gang rivale degli haitiani. Tommy lo conoscerà attraverso il cellulare di Leo Teal, uomo di Robina sfuggito al suo controllo e lo aiuterà nella guerra con gli Haitiani. Comparirà due anni prima in Grand Theft Auto: Vice City Stories dove elimina i Cholo insieme ai fratelli Vance. La voce del personaggio è dell'attore Danny Trejo.

### Auntie Poulet (1900)
Auntie Poulet è la "matriarca" degli haitiani e leader della loro gang.

### Love Fist
I Love Fist ("pugno d'amore", il cui nome rimanda satiricamente alla pratica sessuale del fisting) sono una band hair metal scozzese, il cui manager è Kent Paul. I membri della band sono Jezz Torrent, Willy, Dick e Percy. Sono influenzati soprattutto da gruppi come AC/DC, Guns N' Roses, Iron Maiden e Mötley Crüe.
I Love Fist compaiono su un manifesto durante alcune missioni anche in GTA San Andreas e in alcuni capi di abbigliamento in GTA V (nel multiplayer online). Tutti i membri del gruppo sono tossicodipendenti e hanno strane tendenze.

### Steve Scott (1940)
Steve Scott è il magnate della pornografia di Vice City, che ricorda vagamente Steven Spielberg. La voce del personaggio è dell'attore Dennis Hopper.

### Mitch Baker (1947)
"Big" Mitch Baker, veterano della guerra del Vietnam, è il capo della gang dei motociclisti di Vice City. Tommy svolge delle missioni per lui dimostrandogli il suo valore e in cambio Baker accetterà di dare una mano a Kent Paul e i Love Fist. La voce del personaggio è dell'attore Lee Majors.

### Mercedes Cortez (1968)
Mercedes Cortez è la giovane figlia del colonnello Cortez. È una ragazza molto disinibita e libertina, e inizialmente sembra poter diventare la fidanzata di Tommy Vercetti, ma ciò non accade. Mercedes avrà rapporti sessuali con tutta la band dei Love Fist (è nominata anche in una loro canzone che si può ascoltare nella radio) e diventerà la protagonista, insieme alla pornostar Candy Suxxx, di un film pornografico diretto da Steve Scott e prodotto dallo studio cinematografico di Vercetti (che lo avrà comprato con l'avanzare del gioco). La voce del personaggio è dell'attrice Fairuza Balk.

### Candy Suxxx (1963)
Candy Suxxx è una famosa attrice pornografica che lavora nello studio cinematografico insieme alla collega Mercedes Cortez e al regista Steve Scott. La voce del personaggio è dell'ex attrice pornografica Jenna Jameson.

### Cam Jones (1947)
Cam Jones è un esperto di casseforti e quindi di rapine a Vice City insieme ai suoi amici Phil Cassidy e Hilary King. Tommy lo libera dalla prigione per avere uno scassinatore per la sua rapina in banca.

### Phil Cassidy (1953)
Phil Cassidy è un reduce della guerra in Vietnam proprietario del poligono di tiro di Downtown. Tommy gli dimostra la sua stoffa proprio al poligono e lo assolda per la rapina in banca a Vice City Mainland. Phil è un pazzo scatenato, ossessionato dalle armi e dagli esplosivi, e soprattutto alcolizzato. Perderà un braccio dopo un'esplosione accidentale e sopravviverà per miracolo solo grazie a Tommy che lo porta in ospedale. Phil compare anche due anni prima in GTA Vice City Stories. La voce del personaggio è dell'attore Gary Busey.

### BJ Smith (1959)
BJ Smith è un ex giocatore di football della Vice City Mambas, Tommy lo conosce al party del Col. Cortez attraverso Mercedes e lo rincontra verso la fine del gioco quando Vercetti mette un altro tassello nella scalata al potere di questa magica città acquistando il suo concessionario.

### Ernest Kelly (1908)
Kelly è il tipografo che Vercetti incontra dopo aver acquistato la tipografia, proseguendo nel suo dominio incontrastato di Vice City. Tommy vede in lui una figura paterna visto il suo passato in una tipografia dove aiutava il padre nella pulizia dei rulli, e lo tratta con sincero affetto e rispetto. Ernest dopo Vercetti conosce anche Vance proprio nel momento in cui il braccio destro di Vercetti si sente usato al massimo. Kelly viene poi aggredito dagli uomini di Forelli, desideroso di prendersi l'impero di Vercetti, ma Tommy lo salva. Alla fine della storia, con la morte di Sonny, Kelly chiama Tommy e lo ringrazia per aver dato spazio completamente al sud facendo fuori i Forelli.

## Personaggi minori

### Maude Hanson (1924)
Maude Hanson è la proprietaria della fabbrica di gelato (in realtà di cocaina) Cherry Poppers. Maude è una vecchia psicopatica, forse dipendente dalla coca, che non sopporta i bambini e i loro insopportabili capricci. Acquistando la fabbrica, Tommy continua la scalata al potere di Vice City,

### Jethro e Dwayne (1951 e 1956)
Jethro e Dwyane sono due hippy che gestiscono un cantiere navale a Vice Port, almeno fino a quando Vercetti non acquista anche il loro cantiere proseguendo nella conquista della città. Faranno poi la loro ricomparsa in Grand Theft Auto: San Andreas, dove saranno alleati del protagonista CJ, fungendo da meccanici per la sua autofficina a San Fierro.

### Capa Kaufman Cabs (1941)
La perspicace signora con la quale Tommy parlerà, è il capo dei Taxi Kaufman; Vercetti la rileva acquistando la società.

### Alex Shrub (1941)
Alex Shrub è il rappresentante repubblicano di Vice City, nonché la figura di spicco dell'ala destra dell'ambiente politico di Vice City.

### Victor Vance (1956-1986)
Victor Vance è il fratello di Lance Vance e protagonista di GTA: Vice City Stories. In GTA: Vice City verrà ucciso all'inizio da uomini mandati da Ricardo Diaz.